# Skåraviken
Skåraviken este o arie protejată (arie specială de conservare — SAC, sit de importanță comunitară — SCI, arie de protecție specială avifaunistică — SPA) din Suedia întinsă pe o suprafață de 316 ha, integral pe uscat.

## Localizare
Centrul sitului Skåraviken este situat la coordonatele 58°49′04″N 16°43′57″E / 58.8179°N 16.7324°E.

## Înființare
Situl Skåraviken a fost declarat sit de importanță comunitară în ianuarie 1998 pentru a proteja 16 specii de animale. Alte tipuri de protecție:
- arie de protecție specială avifaunistică (în iulie 2000)[2]
- arie specială de conservare (în martie 2011)[1][3][4]

## Biodiversitate
Situată în ecoregiunea boreală, aria protejată conține 4 habitate naturale: Lacuri eutrofice naturale cu vegetație de tip Magnopotamion sau Hydrocharition, Pășuni din zone de pădure fino-scandinave, Pajiști fino-scandinave uscate până la mezice, bogate în specii de altitudine mică, Pajiști cu Molinia pe soluri calcaroase, turboase sau argilos-nămoloase (Molinion caeruleae).
La baza desemnării sitului se află mai multe specii protejate de  păsări (16): minunița (Aegolius funereus), cocoșul de mesteacăn (Bonasa bonasia), buhai de baltă (Botaurus stellaris), erete de stuf (Circus aeruginosus), erete vânăt (Circus cyaneus), lebădă de iarnă (Cygnus cygnus), ciocănitoare neagră (Dryocopus martius), Gallinago media, cocor (Grus grus), vultur pescar (Pandion haliaetus), bătăuș (Philomachus pugnax), ploier auriu (Pluvialis apricaria), cresteț pestriț (Porzana porzana), pescăriță mare (Sterna caspia), chiră de baltă (Sterna hirundo), fluierar de mlaștină (Tringa glareola).